# Oud Teylingen
Oud Teylingen of Lockhorst was een kasteel in het Nederlandse dorp Warmond, provincie Zuid-Holland.

## Geschiedenis
Het gebied rondom het kasteelterrein is mogelijk al in de 10e eeuw ontgonnen en in percelen verdeeld. In de 12e of 13e eeuw werd de indeling gewijzigd en werden er nieuwe greppels gegraven. Ook kwamen er houten gebouwen.
In het midden van de 13e eeuw streefde de familie Van Teylingen naar machtsuitbreiding richting Warmond. Hiertoe bouwden ze twee kastelen: Dirks Steenhuis en het (toen nog naamloze) kasteel Oud Teylingen. De oudst bekende bewoner was Simon van Teylingen. Hij overleed rond 1280 en werd opgevolgd door een van zijn zonen. Rond 1316 zou kleinzoon Dirk het kasteel erven, maar hij was nog minderjarig. Hierdoor kwam het kasteel terecht bij Foyken Foykensz, een kleinzoon van Simons broer Dirk.

### Van Poelgeest
In 1395 gaf Sophie van Teylingen, weduwe van Willem van Naaldwijk, het kasteel als bruidsschat mee aan haar gelijknamige dochter. Het kasteel werd in die tijd al ‘Oud Teylingen’ genoemd.
Dochter Sophie en haar man gingen evenmin op het kasteel wonen, maar lieten dit over aan zus Claasje: zij was gehuwd met Gerard van Poelgeest en het echtpaar vestigde zich op Oud Teylingen. Voortaan gold de familie Van Naaldwijk als leenheer, met de familie Van Poelgeest als leenman. Het was ook deze laatste familie die daadwerkelijk het slot bewoonde.
Jan van Poelgeest, de zoon van Claasje en Gerard, werd in 1429 met het kasteel beleend. Na zijn overlijden erfde zoon Adriaan het slot. Hij was gehuwd met Machteld van der Does, maar het echtpaar bleef kinderloos waarna Oud Teylingen in 1507 vererfde naar Adriana Willem van der Doesdochter, de dochter van Adriaans zuster Hendrika. 

### Lockhorst
Adriana trouwde met Jan van Lockhorst. Ze bleef echter zelf tot aan haar dood in 1554 beleend met Oud Teylingen. Pas na haar overlijden kwam Oud Teylingen daadwerkelijk terecht bij de familie Van Lockhorst. Dankzij deze familie zou het kasteel zijn tweede benaming Lockhorst krijgen.

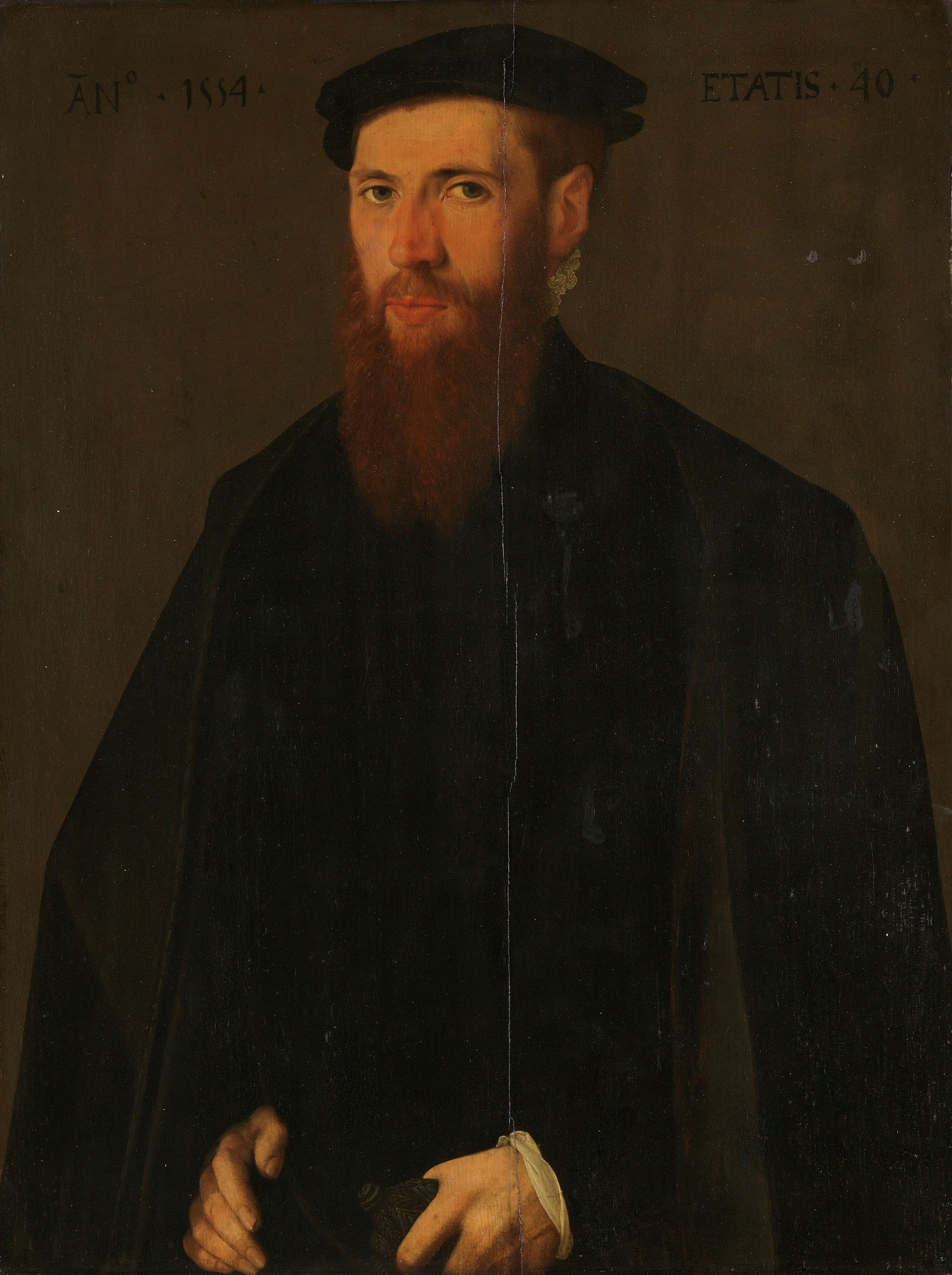
Willem van Lockhorst

De eerste uit de familie Lockhorst die met het kasteel werd beleend, was Adriana’s kleinzoon Willem van Lockhorst. Hij werd in 1565 opgevolgd door zijn broer Vincent. Het kasteel was al die tijd door de gezinsleden bewoond geweest, maar sinds 1564 werd het verhuurd.
Door het uitbreken van de Tachtigjarige Oorlog in 1568 raakte de familie Van Lockhorst steeds meer buiten beeld: de Spaansgezinde Vincent week uit naar Utrecht en zou in 1595 komen te overlijden. Zijn kleindochter Geertruid erfde nu het slot. Ze huwde Nikolaas van Mathenesse, met wie ze enkele kinderen kreeg. Het gezin woonde op het kasteel. Nikolaas overleed in 1617 en na het overlijden van Geertruid in 1630 kreeg hun zoon Cornelis het kasteel in eigendom. Hij stierf echter in 1640 zonder nakomelingen en liet Oud Teylingen na aan Johan van Wassenaer, de nog minderjarige zoon van Cornelis’ zus Jacoba. De weduwe van Cornelis bleef nog wel op het slot wonen, tot aan haar dood in 1665.

### Beverningh
Oud Teylingen werd in 1669 bewoond door Hieronimus van Beverningh. Hij huurde het slot aanvankelijk, maar kon in het 1675 aankopen. Na zijn overlijden in 1690 erfde zijn neefje Gerard van der Dussen het kasteel. Zelf zou hij het in 1714 weer nalaten aan zijn zoon Hieronimus van der Dussen van Beverningh, maar deze bleef ongehuwd en zou in 1730 het kasteel daarom nalaten aan zijn zus Elisabeth Christine. Zij was de echtgenote van Willem Bastiaans Schepers en via hun dochter Geertruid kwam Oud Teylingen in 1768 bij hun kleinzoon Maurits Karel van Utenhove terecht.

### Verkoop en afbraak
Maurits Karel van Utenhove had weinig interesse in het slot en verkocht het al na twee jaar aan de Amsterdamse koopmannen Jacob Rosewind en Jan Reedegeld. Zij verkochten vanaf 1774 in delen de landerijen, maar het kasteel werd door Reedeveld als woonplek in gebruik genomen. In 1777 huwde hij de weduwe van Rosewind en het stel bleef tot 1782 woonachtig op Oud Teylingen.
In december 1782 verkochten ze het aan jonkvrouw Gerardina Elizabeth de Graat. Zij was echter al op leeftijd en het kasteel werd in 1788 verkocht aan de Harderwijkse burgemeester Dirk Boonen, die met Catharina Cornelis de Graat was getrouwd. Het echtpaar bleef in Harderwijk wonen, maar in 1800 bleken ze toch op het kasteel te verblijven. In 1802 besloot weduwe Catharina om het kasteel te verkopen. Maria van Beeftingh werd de nieuwe eigenaar.
Maria gebruikte Oud Teylingen niet als woonplek, maar ontving er wel gasten. In 1813 zou ze het kasteel alsnog te koop zetten. Via een veiling in het daaropvolgende jaar wist de Leidse koopman Hermanus Pufkens het slot aan te kopen. Pufkens begon vrijwel direct na zijn aankoop met de afbraak van het kasteel en eind 1815 was het al volledig gesloopt. In 1816 werd de grond van het voormalige kasteel verkocht aan Pieter Johan Tijken. De slotgracht bleek in 1818 al voor de helft gedempt.

### Latere ontwikkelingen
Op het oostelijke deel van het voormalige kasteelterrein verrees in 1865 een kalkfabriek. In 1933 moest de fabriek om financiële redenen sluiten en er werd een jachthaven aangelegd. Daarbij kwamen restanten van muurwerk tevoorschijn. Het westelijke deel van het kasteelterrein werd begin jaren 90 bebouwd met woningen.
In 2017 vonden opgravingen plaats.

## Beschrijving
Uit 16e-eeuwse opmetingen blijkt dat het kasteel ongeveer 33 bij 34 meter groot was. Het beschikte over een keuken van 7 bij 7 meter, een eigen slotkapel en een eetzaal. Aan de voorzijde bevond zich de representatieve zaal van 12 bij 7 meter groot. De toren aan de zuidoostzijde had een grondplan van ruim 4 bij 4 meter.
Abbenbroek · Abspoel · Adegeest · Slot Alkemade ·  Altena · Arkelsburg · Bellesteyn · Huis ten Berghe · Binckhorst · Binnenhof · Blijdestein · Te Blotinghe · Boekenburg · Boekhorst · Boshuysen · Bulgersteyn · Burcht (Leiden) · Burcht (Voorne) · Slot Capelle · Coebel · Cranenburg · Crayestein · Cronesteyn · Crooswijk · Develstein · 't Huys Dever · Dirks Steenhuis · Ter Does · Duivenstein · Duivenvoorde · Endegeest · Endepoel · Foreest · Giessenburg · Gravensteen · Groot Haesebroek · 's Heeraartsberg · Hof van Wateringen · Holy · Slot Honingen · Kasteel van de Heren van Arkel · Kasteel van Gouda · Keenenburg · Kasteel Keukenhof · Klein Poelgeest · Huis te Langerak · Langestein · Huis te Liesveld · Ter Lips · De Loo · Madeburcht · Marenburch · Meerburg · Huis te Merwede · Huis ter Mey · Kasteel van der Meye · Niemandsvriend · Noordeloos · Oud-Berendrecht · Oud-Poelgeest · Oud Teylingen · Paddenpoel · Persijn · Groot Poelgeest · Hof van Putten · Puttensteyn · Landgoed De Raephorst · Kasteel Ravesteyn · Kasteel van Rhoon · Rijnegom · Rijnenburg · Huis te Riviere · Rodenburg · Hofstad Rodenrijs · Rodenrijs · Rosenburgh · Huis Roucoop · Santhorst · Schelluinderberg · Schonenburg · Kasteel van Schoonhoven · Souburgh · Spangen · Starrenburg · Huis ter Specke · Steenvoorde · Stenevelt · Slot Teylingen · Den Toll · Torenvliet · Slot Valckesteyn · Huis ter Waard · Warmont · Ter Weer · Hof van Wena · Kasteel Westerbeek · Huis te Woude · Kasteel van IJsselmonde · 't Zand · Huis Zevender · Kasteel aan de Zevender · Zijlhof · Zonneveld · Huis Zuidwijk · Zwieten